# Aleh Yurenia
Aleh Yurenia (en bielorruso: Aлег Юреня; Masty, 21 de mayo de 1990) es un deportista bielorruso que compite en piragüismo en la modalidad de aguas tranquilas.
Ganó ocho medallas en el Campeonato Mundial de Piragüismo entre los años 2010 y 2024, y diez medallas en el Campeonato Europeo de Piragüismo entre los años 2010 y 2024. En los Juegos Europeos consiguió dos medallas de bronce, una en Bakú 2015 y otra en Minsk 2019.
Participó en dos Juegos Olímpicos de Verano, ocupando el sexto lugar en Londres 2012 (K1 1000 m) y el séptimo en Tokio 2020 (K2 1000 m).

## Palmarés internacional
| Campeonato Mundial | Campeonato Mundial       | Campeonato Mundial | Campeonato Mundial |
| Año                | Lugar                    | Medalla            | Competición        |
| ------------------ | ------------------------ | ------------------ | ------------------ |
| 2010               | Poznań (Polonia)         | Medalla de bronce  | K1 1000 m          |
| 2011               | Szeged (Hungría)         | Medalla de plata   | K1 5000 m          |
| 2013               | Duisburgo (Alemania)     | Medalla de plata   | K2 1000 m          |
| 2015               | Milán (Italia)           | Medalla de bronce  | K1 5000 m          |
| 2017               | Račice (República Checa) | Medalla de bronce  | K1 5000 m          |
| 2019               | Szeged (Hungría)         | Medalla de oro     | K1 5000 m          |
| 2021               | Copenhague (Dinamarca)   | Medalla de bronce  | K1 1000 m          |
| 2024               | Samarcanda (Uzbekistán)  | Medalla de oro     | K2 1000 m          |
| Juegos Europeos    |                          |                    |                    |
| Año                | Lugar                    | Medalla            | Competición        |
| 2015               | Bakú (Azerbaiyán)        | Medalla de bronce  | K4 1000 m          |
| 2019               | Minsk (Bielorrusia)      | Medalla de bronce  | K1 1000 m          |
| Campeonato Europeo |                          |                    |                    |
| Año                | Lugar                    | Medalla            | Competición        |
| 2010               | Corvera (España)         | Medalla de oro     | K1 5000 m          |
| 2010               | Corvera (España)         | Medalla de plata   | K1 1000 m          |
| 2011               | Belgrado (Serbia)        | Medalla de oro     | K1 5000 m          |
| 2011               | Belgrado (Serbia)        | Medalla de plata   | K1 1000 m          |
| 2012               | Zagreb (Croacia)         | Medalla de oro     | K1 5000 m          |
| 2014               | Brandeburgo (Alemania)   | Medalla de oro     | K1 1000 m          |
| 2015               | Račice (República Checa) | Medalla de bronce  | K1 5000 m          |
| 2016               | Moscú (Rusia)            | Medalla de bronce  | K1 5000 m          |
| 2021               | Poznań (Polonia)         | Medalla de plata   | K1 5000 m          |
| 2024               | Szeged (Hungría)         | Medalla de oro     | K1 1000 m          |